# William Allen White
William Allen White (Emporia, 10 de fevereiro de 1868 – Emporia, 29 de janeiro de 1944) foi um editor de jornal político, autor e líder do movimento progressista. 

## Carreira
Entre 1896 e sua morte, White tornou-se um porta-voz da América Central dos EUA (é um termo coloquial para o coração dos Estados Unidos, especialmente as áreas culturalmente rurais e suburbanas dos Estados Unidos, tipicamente a região do Centro- Oeste inferior que consiste em Ohio, Indiana, Iowa, Missouri, Nebraska, Kansas, etc.).
Em um banquete de 1937 realizado em sua homenagem pela Associação Editorial do Kansas, ele foi chamado de "o membro mais amado e distinto" da imprensa do Kansas.
Recebeu o Prémio Pulitzer de Escrita Editorial em 1923 e o Prémio Pulitzer de Biografia ou Autobiografia em 1947 por The Autobiography of William Allen White.

## Trabalhos publicados
White teve 22 obras publicadas ao longo de sua vida. Muitas dessas obras eram coleções de contos, artigos de revistas ou discursos que ele deu ao longo de sua longa carreira.

### Poesia
- Rhymes by Two Friends, com Albert Bigelow Paine (1893)

### Biografias
- Woodrow Wilson, The Man, His Times, and His Tasks (1924)[3]
- Calvin Coolidge, The Man Who is President (1925)[4]
- Masks in a Pageant (1928); profiles presidents from McKinley to Wilson[5]
- A Puritan in Babylon: The Story of Calvin Coolidge (1938)[6]
- The Autobiography of William Allen White (1946)[7]

### Ficção
- The Real Issue: A Book of Kansas Stories (1896)
- The Court of Boyville (1899)
- Stratagems and Spoils: Stories of Love and Politics (1901)
- In Our Town (1906)
- A Certain Rich Man (1909)
- God's Puppets (1916)
- The Martial Adventures of Henry & Me (1918)
- In the Heart of a Fool (1918)

### Comentário político e social
- The Old Order Changeth: A View of American Democracy (1910)
- Politics: The Citizen's Business (1924)
- Some Cycles of Cathay (1925)
- Boys-Then and Now (1926)
- What It's All About: Being A Reporter's Story of the Early Campaign of 1936 (1936)
- Forty Years on Main Street (1937)
- The Changing West: An Economic Theory About Our Golden Age (1939)